# دورگه بحری-ترمتای
دورگه بحری-ترمتای یا واژهٔ ترکیبی پرلین (به انگلیسی: Perlin) اصطلاحی است که در زبان بازداری برای ترکیبی از شاهین بحری و ترمتای وجود دارد. این دورگه بسیار بزرگ‌تر و سریع‌تر از ترمتای است، اما به بزرگی یک شاهین بحری نیست، بنابراین معدنی که مورد نیاز است از پرندگان آوازخوان بزرگتر تا پرندگان شکار کوچک مانند قرقاول مرغ متفاوت است. احتمال کمتری دارد که به بلندی یک شاهین پرواز کند و معمولاً نزدیک شاهین‌دار حلقه می‌زند. به عنوان یک قاعده، بحری پدر و ترمتای مادر است.
دورگه‌های دیگر ممکن است وجود داشته باشند، مانند ۳/۴ پرلین، که در آن سه قسمت پرگرین تا یک قسمت مرلین وجود دارد. درصد دورگه‌ها می‌تواند از ۵۰/۵۰ تا ۷/۸ و ۱۵/۱۶ پرلین متغیر باشد.